# Oncocnemis definita
Oncocnemis definita là một loài bướm đêm trong họ Noctuidae.